# Otocryptis beddomii
Otocryptis beddomii är en ödleart som beskrevs av  George Albert Boulenger 1885. Otocryptis beddomii ingår i släktet Otocryptis och familjen agamer. Inga underarter finns listade i Catalogue of Life.
Denna ödla förekommer med två populationer i bergstrakten Västra Ghats i södra Indien. Den vistas mellan 150 och 1100 meter över havet. Otocryptis beddomii lever i skogar. Typisk är växter av släktet Myristica. Den hittas ofta i lövskiktet på marken. Ungar syns främst i oktober.
Beståndet hotas av landskapsförändringar och av bränder. Utbredningsområdet är ungefär 2500 km² stort. IUCN listar arten som starkt hotad (EN).